# Епізоди телесеріалу «Комісар Рекс» (четвертий сезон)
| №  | Оригінальна назва                   | Українська назва           | Дата показу     |
| -- | ----------------------------------- | -------------------------- | --------------- |
| 1  | Lebendig begraben                   | Похована живцем            | 8 січня 1998    |
| 2  | Tod eines Schülers                  | Смерть учня                | 15 січня 1998   |
| 3  | Ein mörderischer Plan               | План вбивці                | 22 січня 1998   |
| 4  | Mosers Tod                          | Смерть Мозера              | 25 січня 1998   |
| 5  | Der Neue                            | Новачок                    | 1 лютого 1998   |
| 6  | Der Mann mit den tausend Gesichtern | Людина з тисяччю обличчями | 5 лютого 1998   |
| 7  | Die Verschwörung                    | Змова                      | 12 лютого 1998  |
| 8  | Tödliche Leidenschaft               | Смертельна пристрасть      | 19 лютого 1998  |
| 9  | Geraubtes Glück                     | Украдене щастя             | 26 лютого 1998  |
| 10 | Rache                               | Помста                     | 5 березня 1998  |
| 11 | Der Voyeur                          | Підглядач                  | 12 березня 1998 |
| 12 | Das letzte Match                    | Останній матч              | 19 березня 1998 |
| 13 | Gefährlicher Auftrag                | Небезпечне завдання        | 26 березня 1998 |

## Похована живцем
Ізабеллу викрав найкращий друг її батька. Мозер починає розслідування, але батько дівчинки відмовляється йому допомагати. Після того як в викрадача стріляє поліція і він помирає, не встигнувши назвати місце, де захована дівчинка, Рекс виявляється єдиним, хто може врятувати її, поки не стало занадто пізно.

## Смерть учня
Викладачку Клаудію Мартін шантажує її учень Стефан, якому вдалося сфотографувати її з іншим учнем, Томом. Стефан знайдений мертвим, і підозри падають на Клаудію і Тома. Мозер починає своє розслідування.

## План вбивці
Співробітник транспортної компанії загинув, випавши з вікна. Мозер намагається з'ясувати, чи було це вбивством або самогубством. З'ясовується, що це вбивство. Відразу починають підозрювати колишнього хлопця дружини убитого, який погрожував його вбити, але насправді він цього не робив.

## Смерть Мозера
Дві жінки знайдені вбитими в лісі неподалік від Відня. Мозер просить психолога Патрісію Нойнхольд допомогти йому вистежити вбивцю. У ході розслідування він несподівано розуміє, що на карту поставлене його життя.

## Новачок
Рекс все ще переживає загибель Мозера і шукає підтримки у Бека і Геллерера. Тим часом, в річці знаходять тіло, встановити особу загиблого не вдається. Перехожий приносить сумку, в якій поліція виявляє докази до злочину. На заміну Мозеру приходить Александр Брандтнер, якому відразу вдається здружитися з Рексом. Цьому сприяє досвід спілкування Алекса з собаками - у нього вже був чотириногий напарник, який загинув під час завдання.

## Людина з тисяччю обличчями
Команда Алекса і Рекса зайнята розслідуванням нової справи. У Відні відбулася серія пограбувань банків і супермаркетів. Злочинця не вдається зловити, так як він завжди виглядає по-різному. Рекс намагається вистежити грабіжника, і пошуки приводять його та Алекса в зоопарк Шонбрунна.

## Змова
Троє людей збираються разом і вирішують вбити людину, яка їх шантажує. Потім один з них виходить з гри. Чи зможуть Алекс і Рекс розібратися з першим вбивством, щоб запобігти друге?

## Смертельна пристрасть
Курт Краус був убитий в результаті падіння контейнера під час своєї роботи як інженера. В ході розслідування з'ясовується, що дівчина сина Крауса вагітна від його ж батька.

## Украдене щастя
Неподалік від Відня знайдено тіло няні. Тритижнева дитина, за якою вона доглядала, зникла. Рексу доводиться ризикувати своїм життям, щоб знайти і врятувати дитину.

## Помста
Пітер Ройнер, якого Алекс запроторив за ґрати п'ять років тому, виходить з в'язниці з єдиною метою - помститися. Пітер викрадає Рекса і планує його вбити, але Рексу вдається втекти. Він намагається дістатися до Алекса, поки той зайнятий пошуками Пітера.

## Підглядач
Альберт Малер любить підглядати за жінками в будинку навпроти з допомогою підзорної труби. Якось увечері, в черговий раз спостерігаючи за ними, він стає свідком вбивства. Замість того, щоб повідомити про злочин в поліцію, Альберт вирішує шантажувати вбивцю. Чи зможуть Алекс і Рекс розкрити злочин, перш ніж вбивця завдасть новий удар?

## Останній матч
Двоє чоловіків грають у теніс в елітному тенісному клубі. Після гри одного з них вбивають в душовій клубу. Алекс і Рекс розслідують цю справу. Чи вдасться їм знайти злочинця до того, як відбудеться друге вбивство?

## Небезпечне завдання
Після того в поліцію надходить інформація про закладену в житловому мікрорайоні бомбу, Алексу доводиться таємно сісти за грати. "Втікає" він звідти разом із злочинцем Заком. Алекс і Рекс виявляють бомбу, але відлік уже пішов.